# Стежерное (деревня)
Сте́жерное (бел. Сцежарнае) — деревня в Малейковском сельсовете Брагинского района Гомельской области Беларуси.

## География

### Расположение
В 7 км на юго-восток от Брагина, 36 км от железнодорожной станции Хойники (на ветке Василевичи — Хойники от линии Калинковичи — Гомель), 126 км от Гомеля.

### Гидрография
Вокруг мелиоративные каналы.

## Транспортная сеть
Транспортные связи по просёлочной, затем автомобильной дороге Комарин — Хойники.
Планировка состоит из прямолинейной улицы, близкой к меридиональной ориентации. С востока к ней присоединяется прямолинейная улица. Застройка преимущественно деревянная, двусторонняя, усадебного типа.

## История
По письменным источникам известна с XVI века, когда деревня принадлежала князя Вишневецким, а во 2-й половине XVII века перешла к Конецпольским. После 2-го раздела Речи Посполитой (1793 год) в составе Российской империи. В 1850 году в Речицком повете Минской губернии. Согласно переписи 1897 года располагались: школа грамоты, хлебозапасный магазин, ветряная мельница. В 1908 году в Брагинской волости.
С 8 декабря 1926 года по 30 декабря 1927 года центр Сцежарненскага сельсовета Брагинского района Речицкого, с 9 июня 1927 года Гомельского округов.
В 1931 году организован колхоз «Красный рассвет», работали ветряная мельница (с 1910 года) и кузница. Во время Великой Отечественной войны на фронтах и в партизанской борьбе погибли 34 местных жителя. В память о погибших в 1976 году в центре деревни установлена стела с барельефным образом солдата. В 1959 году в составе колхоза «Флаг Ленина» (центр — деревня Заречье). Располагались клуб, библиотека, начальная школа, детский сад.

## Население

### Численность
- 2004 год — 96 хозяйств, 245 жителей.

### Динамика
- 1850 год — 22 двора.
- 1897 год — 58 дворов, 438 жителей (согласно переписи).
- 1908 год — 74 двора, 540 жителей.
- 1930 год — 113 дворов, 643 жителя.
- 1959 год — 592 жителя (согласно переписи).
- 2004 год — 96 хозяйств, 245 жителей.